# Höga Kusten
Höga Kusten – wybrzeże morskie w Ångermanland w Szwecji. Znajduje się w Zatoce Botnickiej, w północnej części Morza Bałtyckiego.

## Historia
Höga Kusten powstało 20 tysięcy lat temu, gdy pokrywa lodowa pokrywająca Skandynawię zaczęła topnieć i zanurzony teren zaczął się podnosić. Wybrzeże w czasie ostatnich 400 lat podniosło się o prawie 60 metrów i nadal się podnosi. W wyniku tego procesu zmienia się krajobraz: spod powierzchni morza wynurzają się wyspy, powstają jeziora, gdy dotychczasowe zatoki są odcinane od morza. W 1984 roku na terenie Höga Kusten (w środkowej części) utworzono park narodowy Skuleskogen. Niezwykłą formą geologiczną na jego terenie jest szczelina Slåttdalsskrevan, mająca 200 metrów długości, 40 metrów głębokości i 7 metrów szerokości, która powstała w wyniku erozji.
Najwyższym wzniesieniem jest Skuleberg mający 286 m n.p.m..

## Turystyka
Teren jest słabo zaludniony (około 4500 mieszkańców), a mieszkańcy zajmują się rolnictwem, leśnictwem i rybołówstwem. Na terenie Höga Kusten wytyczono szlak Hoga Kustenleden (Szlak Wysokiego Wybrzeża), który ma długość 130 kilometrów i jest podzielony na 13 odcinków. Prowadzi on przez całe wybrzeże od Hornöberget na południu do Örnsköldsvik na północy. Jest on oznakowany pomarańczowymi kropkami na drzewach i słupkach oraz znakiem High Coast Trail (niebieski / biały). Można bezpłatnie korzystać z domków i schronisk wzdłuż szlaku, które są czynne przez cały rok.

## Lista UNESCO
W 2000 roku Höga Kusten zostało ono wpisane na listę Światowego Dziedzictwa Przyrody UNESCO jako najwyższa na świecie linia brzegowa powstała po ostatnim zlodowaceniu. Uznano, że miejsce to pozwala zrozumieć procesy związane ze zlodowaceniem.